# 아나톨 프랑스
아나톨 프랑스(Anatole France, 1844년 4월 16일 ~ 1924년 10월 12일)는 프랑스의 작가, 소설가, 비평가이다. 본명은 자크아나톨프랑수아 티보(Jacques-Anatole-François Thibault)이다.
그는 그리스·라틴·프랑스의 고전을 읽고 철저한 고전주의자가 되었다. 중학교 졸업 후 《황금 시집》을 발표하였다. 이후 소설과 비평을 썼으며, 아카데미 문학상을 받았다.
소설 《실베스트르 보나르의 죄》, 《타이스》, 《붉은 백합》 등으로 명성을 떨쳤다. 5년 동안 정기적으로 문예 시평을 썼으며, 극평에도 뛰어났다. 1896년 아카데미 프랑세스 회원에 선출되었고, 1910년에는 철학적인 풍자 소설을 썼으며, 제1차 세계대전 후에는 평화주의를 강조하였다. 1921년 노벨 문학상을 받았다.
그는 드레퓌스 사건 당시 에밀 졸라 등과 함께 드레퓌스의 무죄를 주장하며 반유태주의와 반드레퓌스파에 맞서 싸웠다. 훗날 에밀 졸라가 의문의 가스중독 사고로 죽었을 때 그의 장례식에 참석해 〈진실과 정의의 수호자에게 바치는 경의〉라는 명문의 조사를 바쳤다.
드레퓌스의 유죄를 주장하며 끝없이 반유태주의를 퍼뜨리던 로마가톨릭교회는 에밀 졸라의 모든 작품들과 함께 아나톨 프랑스의 모든 작품들을 금서 목록(Index Librorum Prohibitorum)에 올렸다.

## 참고 자료
- 이 문서에는 다음커뮤니케이션(현 카카오)에서 GFDL 또는 CC-SA 라이선스로 배포한 글로벌 세계대백과사전의 내용을 기초로 작성된 글이 포함되어 있습니다.